# Robert M. Lively
Robert Maclin Lively (* 6. Januar 1855 in Fayetteville, Arkansas; † 15. Januar 1929 in Canton, Texas) war ein US-amerikanischer Politiker. In den Jahren 1910 und 1911 vertrat er den Bundesstaat Texas im US-Repräsentantenhaus.

## Werdegang
Im Jahr 1864 kam Robert Lively mit seinen Eltern in das Smith County in  Texas. Er besuchte private Schulen im Osten dieses Staates. Nach einem anschließenden Jurastudium und seiner 1876 erfolgten Zulassung als Rechtsanwalt begann er in Kaufman in diesem Beruf zu arbeiten. Später verlegte er seinen Wohnsitz und seine Kanzlei nach Canton. In den Jahren 1882 bis 1884 war er Bezirksstaatsanwalt im Van Zandt County. Gleichzeitig schlug er als Mitglied der Demokratischen Partei eine politische Laufbahn ein.
Nach dem Rücktritt des Abgeordneten Gordon J. Russell wurde Lively bei der fälligen Nachwahl für den dritten Sitz von Texas als dessen Nachfolger in das US-Repräsentantenhaus in Washington, D.C. gewählt, wo er am 23. Juli 1910 sein neues Mandat antrat. Da er bei den regulären Wahlen des Jahres 1910 nicht mehr kandidierte, konnte er bis zum 3. März 1911 nur die laufende Legislaturperiode im Kongress beenden. Nach dem Ende seiner Zeit im US-Repräsentantenhaus fungierte Robert Lively zwischen 1916 und 1918 als Bezirksrichter im Van Zandt County. Er starb am 15. Januar 1929 in Canton.